# Герберт Зікель
Герберт Зікель (нім. Herbert Sickel; 30 червня 1914, Людериц, Німецька Південно-Західна Африка — 6 квітня 1944, Атлантичний океан)— німецький офіцер-підводник, капітан-лейтенант крігсмаріне.

## Біографія
5 квітня 1935 року вступив на флот. В листопаді 1937 року відряджений в авіацію. В січні-червні 1941 року пройшов курс підводника. З червня 1941 року — 1-й вахтовий офіцер на підводному човні U-73. В квітні-травні 1942 року пройшов курс командира човна. З 16 червня 1942 року — командир U-302, на якому здійснив 8 походів (разом 258 днів у морі). 6 квітня 1944 року U-302 був потоплений в Північній Атлантиці північно-західніше Азорських островів (45°05′ пн. ш. 35°11′ зх. д.) глибинними бомбами британського фрегата «Свол». Всі 51 члени екіпажу загинули.
Всього за час бойових дій потопив 3 кораблі загальною водотоннажністю 12 697 тонн.
| Дата           | Назва корабля | Тип               | Тоннаж | Вантаж                         | Екіпаж | Загинули | Країна   | Конвой |
| -------------- | ------------- | ----------------- | ------ | ------------------------------ | ------ | -------- | -------- | ------ |
| 28 серпня 1943 | Диксон        | Торговий пароплав | 2,920  |                                | 63     | 0        | СРСР     |        |
| 6 квітня 1944  | Ruth I        | Торговий пароплав | 3,531  | Сталь, пиломатеріали і підпори | 39     | 3        | Норвегія | SC-156 |
| 6 квітня 1944  | South America | Тепловий танкер   | 6,246  | 7800 тонн сирої нафти          | 42     | 0        | Норвегія | SC-156 |

## Звання
- Кандидат в офіцери (5 квітня 1935)
- Морський кадет (25 вересня 1935)
- Фенріх-цур-зее (1 липня 1936)
- Оберфенріх-цур-зее (1 січня 1938)
- Лейтенант-цур-зее (1 квітня 1938)
- Оберлейтенант-цур-зее (1 жовтня 1939)
- Капітан-лейтенант (1 грудня 1942)

## Нагороди
- Медаль «За вислугу років у Вермахті» 4-го класу (4 роки)